# North Quadyuk Island
North Quadyuk Island är en ö i Kanada.   Den ligger i territoriet Nunavut, i den centrala delen av landet, 3 100 km nordväst om huvudstaden Ottawa. Arean är 21,8 kvadratkilometer.
Terrängen på North Quadyuk Island är platt. Öns högsta punkt är 203 meter över havet. Den sträcker sig 17,7 kilometer i nord-sydlig riktning, och 3,6 kilometer i öst-västlig riktning.